# 윌리엄 바
윌리엄 펠럼 바(영어: William Pelham Barr, 1950년 5월 23일 ~ )는 조지 H. W. 부시 대통령과 도널드 트럼프 대통령의 행정부에서 제77대와 제85대 미국 법무부 장관을 지낸 미국의 변호사이다.
뉴욕에서 태어나고 자란 바는 호레이스 만 스쿨, 컬럼비아 대학교 및 조지 워싱턴 대학교 법학대학원 로스쿨에서 교육을 받았다. 1971년부터 1977년까지, 바는 중앙정보국에 고용되었다. 그 후 그는 미국 컬럼비아 순회 항소 법원의 맬컴 리처드 윌키 판사의 법률 사무원으로 근무했다. 1980년대에 바는 로널드 레이건 행정부의 백악관에서 1년 동안 법률 정책을 다루는 일을 하면서 로펌 쇼, 피트먼, 포츠 & 트로우브리지에서 일했다. 1991년 법무부 장관이 되기 전에 바는 미국 법무부 내에서 법률자문실(OLC)을 이끌고 법무부 차관을 역임하는 등 수많은 직책을 역임했다. 1994년부터 2008년까지, 바는 GTE와 그 후임 회사 버라이즌 커뮤니케이션스에서 기업 법률 업무를 수행했으며, 이로 인해 그는 백만장자가 되었다. 2009년부터 2018년까지 바는 워너미디어의 이사회에서 근무했다.
바는 미국 연방정부의 행정부에 대한 거의 자유로운 대통령 권한이라는 단일 행정부 이론의 오랜 지지자이다. 1989년 OLC의 수장으로서, 바는 마누엘 노리에가를 체포하기 위해 미국의 파나마 침공을 정당화했다. 법무부 차관으로서, 바는 1991년에 탈라데가 연방 교도소에서 인질들을 석방한 FBI 작전을 승인했다. 더 강력한 형사 사법 정책의 영향력 있는 옹호자로서 바는 1992년 자신이 미국의 수감률의 증가를 주장한 보고서 "더 많은 수감을 위한 사건"을 저술하였다. 바의 조언에 따라, 1992년 조지 H. W. 부시 대통령은 이란-콘트라 사건에 연루된 6명의 관리들을 사면했다.
바는 2019년에 두 번째로 법무부 장관이 되었다. 그의 임기 동안, 그는 로버트 뮬러 보고서에 대한 그의 편지, 도널드 트럼프 대통령, 로저 스톤과 마이클 플린의 전직 고문들의 유죄 판결과 형량에 대한 개입, 17년 만에 연방 정부가 연방 집행을 재개하도록 명령하는 것 등 여러 도전들을 처리하여 많은 사람들로부터 비판을 받았고, 그리고 레제프 타이이프 에르도안과 개인적으로 밀접한 관계가 있는 은행인 튀르키예 은행 할크뱅크의 기소와 관련된 문제로 제프리 버먼을 뉴욕 남부 지방 변호사직에서 해임하는 데 정치적 개입 혐의를 제기했다. 2020년 12월 1일, 바는 FBI와 법무부 조사에서 대통령 선거 결과를 변화시킬 부정의 증거를 찾지 못했다고 말했다. 바는 존 J. 크리텐든이 첫 번째인 것과 함께 미국 법무부 장관으로서 두 번의 연임을 한 두 번째 사람이다.

## 같이 보기
- 트럼프-우크라이나 스캔들